# Skrīveri
Skrīveri (ryska: Скривери) är en kommunhuvudort i Lettland.   Den ligger i kommunen Skrīveru novads, i den centrala delen av landet, 70 km sydost om huvudstaden Riga. Skrīveri ligger 77 meter över havet och antalet invånare är 2 879.
Terrängen runt Skrīveri är platt. Runt Skrīveri är det mycket glesbefolkat, med 7 invånare per kvadratkilometer. Närmaste större samhälle är Aizkraukle, 9,4 km sydost om Skrīveri. I omgivningarna runt Skrīveri växer i huvudsak blandskog.